# Hydraena cameroconcava
Hydraena cameroconcava (лат.) — вид жуков-водобродок рода Hydraena из подсемейства Hydraeninae. Название состоит из имени места обнаружения (Камерун) и слова concava, обозначающего признак наличия вогнутости на голове.

## Распространение
Встречаются в Камеруне (Экваториальная Африка): Northwest Province, «British Cameroons, Matute, Tiko Plantation, 5.v.1949, B. Malkin»).

## Описание
Жуки-водобродки мелкого размера (менее 2 мм), удлинённой формы. Коричневато-чёрные. Отличается от других представителей рода в Камеруне сочетанием отсутствия отчётливой пронотальной макулы, отчётливой вогнутости лица между срединной областью и глазом, широко разделённых метавентральных выступов, заметно сходящихся кпереди, и строением эдеагуса. Взрослые жуки, предположительно, как и близкие виды, растительноядные, личинки плотоядные.

## Классификация
Вид был впервые описан в 2022 году американским энтомологом Philip Don Perkins (Department of Entomology, Museum of Comparative Zoology, Гарвардский университет, Кембридж, США) по старым музейным типовым материалам из Камеруна, собранным в 1949 году (5.v.1949, B. Malkin).